# アンドレアス・クンツ

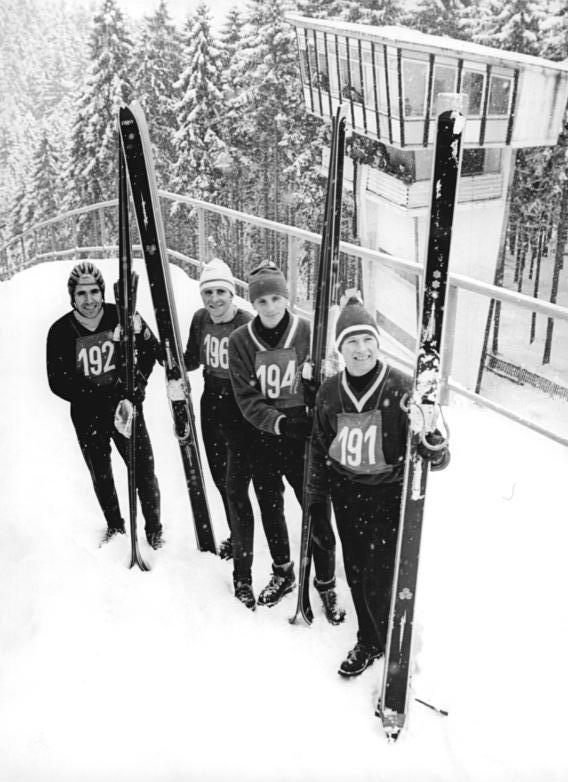
左から2番目、ゼッケン196番の選手がクンツ

アンドレアス・クンツ（Andreas Kunz、1946年7月24日 - 2022年1月1日）はドイツ、ザクセン州ライプツィヒ出身の元ノルディック複合選手。1960年代にSCディナモ・クリンゲンタールに所属し、東ドイツ代表として活躍。
1968年グルノーブルオリンピックで銅メダルを獲得した。